# Raionul Kameanka-Buzka, Liov
Kameanka-Buzka (în ucraineană Кам`янка-Бузький район, transliterat: Kameanka-Buzkîi raion) este un raion în regiunea Liov, Ucraina. Reședința sa este orașul Kameanka-Buzka.

## Demografie
Componența lingvistică a raionului Kameanka-Buzka
     Ucraineană (98,82%)
     Alte limbi (1,09%)
Conform recensământului din 2001, majoritatea populației raionului Kameanka-Buzka era vorbitoare de ucraineană (98,82%), existând în minoritate și vorbitori de alte limbi.